# Podocarpus neolinearis
Podocarpus neolinearis — вид хвойних дерев родини Podocarpaceae. Батьківщиною цього виду є Нова Гвінея.